# Nikolaï Petrov (homme politique bulgare)
Nikolaï Petrov (Николай Петров, en bulgare), né le 29 août 1959 à Srédéts, est un homme politique bulgare.

## Biographie
Petrov est nommé par Boïko Borissov ministre de la Santé en mai 2017. Il démissionne en octobre, suspecté de conflits d’intérêts et est remplacé par Kirił Ananiew.